# 1917 w sztukach plastycznych
Wydarzenia w sztukach plastycznych i wizualnych w 1917 roku.

## Wydarzenia
- Theo van Doesburg założył czasopismo De Stijl[1].

## Malarstwo
- Zbigniew Pronaszko

Akt formistyczny
- Maurice Utrillo

Dom włoski na Montmartre
Plac Abbesses w śniegu
Restauracja Matki Katarzyny na Montmartre
- Marc Chagall

Bella w białym kołnierzu – olej na płótnie
Brama cmentarna – olej na płótnie
Chłopskie życie (stajnia; noc; mężczyzna z biczem) – olej na kartonie
Malarz: na księżycu – gwasz i akwarela na papierze
- Claude Monet

Żółte irysy

## Grafika
- Marc Chagall

Bella – rycina i sucha igła

## Rysunek
- Stanisław Ignacy Witkiewicz

Antares w Skorpionie – pastel na papierze, 48,6x63,3
Portret oficera – węgiel i pastel, 61,5x47
Autoportret z samowarem – pastel na papierze
Kompozycja z białymi postaciami pod drzewem – pastel na papierze, 46x66

## Rzeźba
- Auguste Rodin

Bramy piekieł (1880-1917)

## Ready-made
- Marcel Duchamp

Fontanna

## Zmarli
- 28 marca - Albert Pinkham Ryder (ur. 1847), amerykański malarz